# Jakob Philipp Wolfers
Jakob Philipp Wolfers (* 31. Mai 1803 in Minden; † 22. April 1878 in Berlin) war ein deutscher Astronom und Mathematiker.

## Leben und Werk
Jakob Philipp Wolfers wurde am 31. Mai 1803 in Minden geboren. Nachdem er das Gymnasium in seiner Heimatstadt besucht hatte, studierte er in Berlin zunächst das Baufach, wandte sich aber bald der Mathematik zu. Johann Franz Encke, Direktor der Sternwarte der Akademie der Wissenschaften zu Berlin, gewann ihn 1824 als Mitarbeiter für die Berechnungen zum Berliner Astronomischen Jahrbuch; in dieser Funktion blieb er bis 1864 tätig.
1836 erhielt er von der Universität Greifswald den Doktorgrad und 1852 in Berlin den Professorentitel. 
Wolfers veröffentlichte Arbeiten zur Geometrie, zur Reihenentwicklung (hauptsächlich in Grunerts Archiv für Mathematik und Physik) und zur rechnenden Astronomie (hauptsächlich in den Astronomischen Nachrichten). Er bearbeitete die von Friedrich Wilhelm Bessel begonnenen und von Julius Zech weitergeführten Tabulae Regiomontanae für den Zeitraum von 1860 bis 1880. Außerdem bearbeitete er zwei Blätter im Rahmen des Projekts Berliner Akademische Sternkarten.
Besondere Verdienste erwarb er sich um die Herausgabe von Leonhard Eulers Mechanik in deutscher Sprache sowie die erste deutsche Übersetzung von Isaac Newtons Principia Mathematica.
Weiterhin publizierte er als Mitglied der Gesellschaft für Erdkunde zu Berlin zahlreiche geographische und meteorologische Arbeiten. Wolfers gehörte zu den wichtigeren Briefpartnern Alexander von Humboldts.

## Schriften
- Tabulae Reductionum observationum astronomicarum annis 1860 usque ad 1880 respondentes auctore J. Ph. Wolfers – Additae sunt: Tabulae Regiomontanae annis 1850 usque ad 1860 respondentes ab Ill. Zech continuatae. Ferd. Duemmler, Berlin 1858.
(Digitalisat)

### Übersetzungen
- Leonhard Euler's Mechanik oder analytische Darstellung der Wissenschaft von der Bewegung mit Anmerkungen und Erläuterungen herausgegeben von J. Ph. Wolfers. 3 Teile. C. A. Koch's Verlagshandlung, Greifswald 1848, 1850, 1853.
(Digitalisat)

- Sir Isaac Newton's Mathematische Principien der Naturlehre – Mit Bemerkungen und Erläuterungen herausgegeben von Prof. Dr. J. Ph. Wolfers. Verlag von Robert Oppenheim, Berlin 1872.
(Wikisource)